# Албанци в Испания
Албанците в Испания (на албански: Shqiptarët në Spanjë; на испански: Albaneses en España) са етническа група в Испания.
В страната живеят общо 2540 албанци или 0,02% от населението. 45% от тях живеят в провинция Барселона и в Мадридската общност. В рамките на провинциите, по-голямата част от албанското население е концентрирано предимно в градовете Барселона и Мадрид.